# Sall Kirke
Sall kirke ligger i Sall Sogn knap fire kilometer nordvest for Hammel. Den er bygget i romansk stil med kor og skib i granitkvadersten. Mod vest er senere i middelalderen tilføjet et meget stort tårn bygget af munkesten. Ved den gamle mandsindgang mod syd har der tidligere været et våbenhus. Det blev revet ned ved kirkens renovering i 1873, hvorefter der blev indrettet våbenhus i tårnrummet. Ved samme renovering blev der opsat kassetteloft i skib og kor og ydervæggene blev skalmuret på indersiden.
Kirken har en rigt udskåret altertavle i senrenæssancestil med våbenskjolde for Laurids Ebbesen (død 1648) og hustru. Altertavlen har en tid stået i Skjød Kirke, men kom tilbage til Sall i 1909. Prædikestolen stammer fra midten af det 19. århundrede. Den romanske døbefont har udhuggede mandshoveder, løver og korslam, den kom fra Søbygård til Sall i 1904. I den vestlige ende af skibet er et pulpitur med orgel fra 1893. Der er tale om et pibeorgel fra firmaet F. Nielsen i Aarhus. Det har et manual med fire oktaver og fire stemmer (Bourdon 16, Principal 8, Gedakt 8 og Oktav 4).

## Renovering 2004-5
I 2004-5 gennemgik kirken en omfattende restaurering både udvendigt og indvendigt. Herunder blev der bl.a. lagt nyt gulv i skibet, alle indvendige vægge blev pudset om, loft, pulpitur og bænke blev malet, der blev installeret nyt varmeanlæg og hele den elektriske installation blev udskiftet. I forbindelse med denne renovering blev der indvendigt i korbuen fundet kalkmalerier fra begyndelsen af 1500-tallet.
I forlængelse af denne renovering fik kirken i 2007 et nyt hybrakustisk kirkeorgel fra firmaet Skandinavisk Orgelcentrum i Vejle. Dette orgel har to manualer med hver fem oktaver samt pedal, og det indeholder både et klassisk og et romantisk orgel, hver med 19 stemmer. Det nye orgel er placeret på pulpituret ved siden af det gamle pibeorgel, således at kirken nu har to selvstændige orgler.

## Galleri
- Sall Kirke set fra nordøst
- Skib og kor set mod sydøst
- Skib og kor set mod sydvest
- Skib og kor set mod nordøst fra pulpitur
- Kalkmalerier på nordsiden af korbuen

## Eksterne kilder og henvisninger
- Sall Kirke hos KortTilKirken.dk

- Wikimedia Commons har flere filer relateret til Sall Kirke